# Canal+ 4K Ultra HD
Canal+ 4K Ultra HD – polskojęzyczna stacja telewizyjna, której nadawcą jest Canal+ Polska SA, jeden z dwunastu dostępnych w Polsce kanałów spod znaku francuskiej sieci Canal+. Kanał został uruchomiony 15 maja 2018 roku. Jest pierwszą w Polsce stacją stale nadającą transmisje w najwyższej rozdzielczości. Zastąpił nadającą okazjonalne transmisje w 4K Canal+ Now 4K.